# Вівсянка рудоголова
Вівсянка рудоголова (Emberiza bruniceps) — вид горобцеподібних птахів родини вівсянкових (Emberizidae).

## Поширення
Вид поширений в Центральній Азії — Афганістані, Ірані, Казахстані, Киргизстані, Монголії; Росії, Таджикистані, Туркменістані, Узбекистані. Зимує в Індії та Бангладеш.

## Опис
Дрібний птах завдовжки 17 см. Самець має яскраво-жовту нижню частину, зелену верхню частину та коричнево-червоне лице та груди. Самиця з блідішою нижньою частиною, сіро-коричневою спиною і сіруватою головою.

## Спосіб життя
Трапляється у чагарникових заростях. Відкладає від трьох до п'яти яєць у гнізді на дереві чи кущі. Раціон складається з насіння, але пташенят годує комахами.